# Eva Marie Saint
Eva Marie Saint (4 de juliol del 1924, Newark, Nova Jersey) és una actriu estatunidenca. Escollint els seus papers amb rigor, la seva filmografia és relativament modesta quantitativament, però ha rodat amb els directors els més prestigiosos, en pel·lícules de primera fila. El 1954 rebé l'Oscar a la millor actriu secundària per a la seva interpretació a La llei del silenci d'Elia Kazan.

## Biografia
Eva Marie Saint va néixer el 1924, i va créixer en el món burgès de Newark (costa est dels Estats Units). Després d'haver considerat una carrera en l'ensenyament, els seus estudis universitaris la porten a practicar l'art dramàtic, com a aficionada. Aquesta experiència notable reorientarà la seva vida, però nogensmenys continua els seus estudis, i aconsegueix una llicenciatura de Lletres. Poc després, es trasllada a Nova York, fa algunes actuacions a la ràdio i, el 1946, interpreta un primer paper en un telefilm.
En aquella època, les seves activitats afecten també la publicitat i el modelatge. El 1950 s'inscriu a l'Actors Studio, l'escola d'art dramàtic fundada per Elia Kazan, Robert Lewis i Cheryl Crawford. Hi coneix entre d'altres Karl Malden, Rod Steiger i Julie Harris.
El 1953, és contractada per un teatre de Broadway per treballar en una obra de Horton Foot. Kazan, que treballa amb el càsting de La llei del silenci li proposa el paper d'Edie Doyle; després d'una prova amb Marlon Brando, roda la seva primera pel·lícula, que és ara un clàssic del setè art. Per coronar el seu començament, és recompensada amb l'Oscar a la millor actriu secundària.

### Carrera

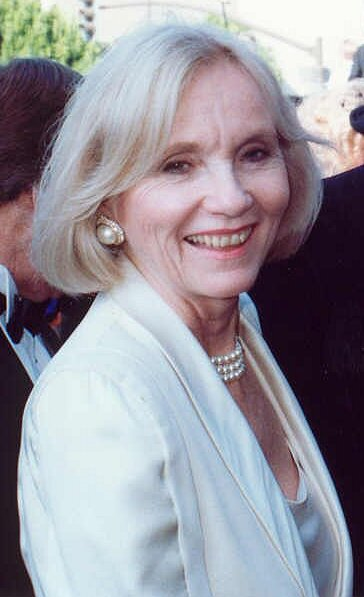
Eva Marie Saint als Emmy (1990).

Després d'aquest primer èxit, de 1956 a 1972 no rodarà més que tretze pel·lícules (vegeu la filmografia), posant una cura molt particular en la tria de les seves actuacions. Interpretarà sota la direcció de grans directors davant dels artistes més talentosos de Hollywood, desplegant tota la varietat del seu talent.
El 1956, roda una comèdia (That Certain Feeling) de Melvin Frank. L'any següent, és un drama d'Edward Dmytryk (L'arbre de la vida) en el qual es troba cara amb Montgomery Clift i Elizabeth Taylor, durant la Guerra De Secessió. Aquest mateix any, treballa amb Fred Zinnemann (A Hatful of Rain), un drama que tracta el problema de la toxicomania. El 1959, coneix Alfred Hitchcock, per a qui encarna Eve Kendall a Perseguit per la mort, amb Cary Grant. Després és el fresc històric Exodus, d'Otto Preminger amb Paul Newman.
A All Fall Down de John Frankenheimer el 1961, torna al registre dramàtic, on és l'objecte del desig de dos germans, interpretats per Warren Beatty i Karl Malden (que coneix del seu pas per l'Actors Studio. 1965 veu la sortida de dues pel·lícules: 36 hours de George Seaton, una pel·lícula d'espionatge, i The Sandpiper de Vincente Minnelli, un drama passional, en el qual coneix Elizabeth Taylor, també Richard Burton i Charles Bronson. Dues noves pel·lícules el 1966, The Russians Are Coming una comèdia de Norman Jewison, i Grand Prix de John Frankenheimer, una pintura del mitjà de la prova automobilística, als crèdits de la qual es veuen també Yves Montand, Toshirō Mifune, James Garner i Geneviève Page. La nit dels gegants (1968) és un western de Robert Mulligan, el seu company és Gregory Peck.
Dos anys més tard, és al cartell de Loving, amb George Segal, un drama d'Irvin Kershner i el 1972, Cancel my reservation una comèdia de Paul Bogart, amb Bob Hope, Ralph Bellamy i Forrest Tucker. Aquesta pel·lícula posa fi a la part més important de la seva carrera cinematogràfica, tornarà de manera episòdica el 1986, i sobretot el 2005 on interpreta la mare de Superman a Superman Returns de Bryan Singer.
Durant aquesta absència de la pantalla gran, ha treballat molt per al teatre i la televisió.

## Filmografia

### Cinema

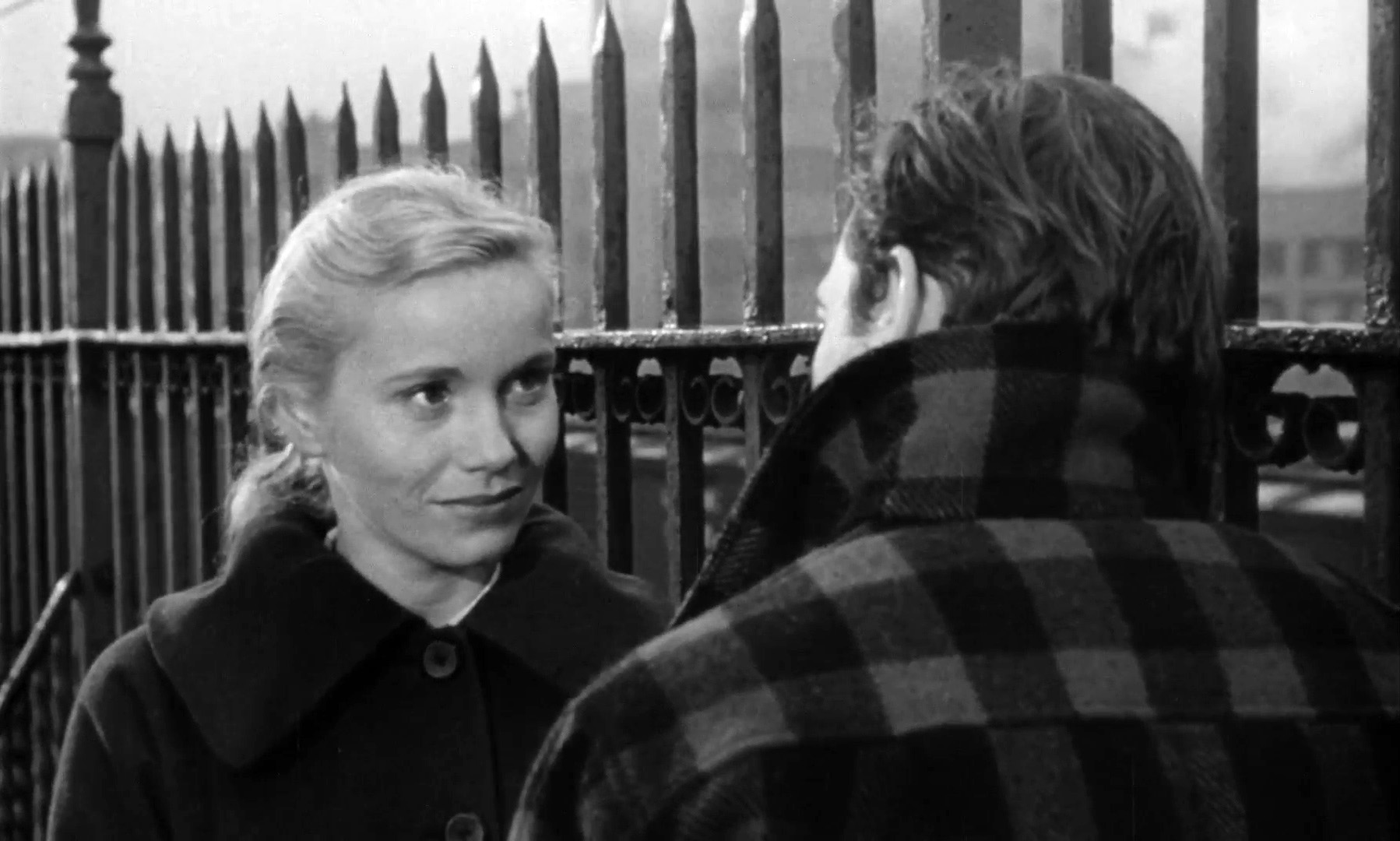
Eva Marie Saint a La llei del silenci (1954).

- 1954: La llei del silenci (On the Waterfront) de Elia Kazan - (paper d'Edie Doyle)
- 1956: That Certain Feeling de Melvin Frank - (paper de Dunreath Henry)
- 1957: L'arbre de la vida (Raintree County) d'Edward Dmytryk - (paper de Nell Gaither)

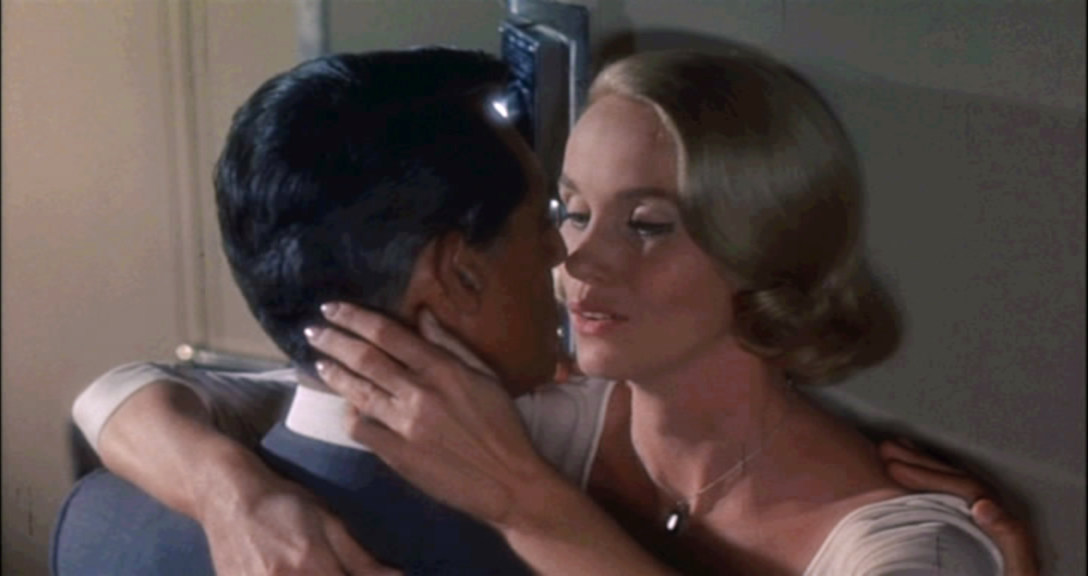
Eva Marie Saint a Perseguit per la mort (1959).

- 1957: A Hatful of Rain de Fred Zinnemann - (paper de Celia Pope)
- 1959: Perseguit per la mort (North by Northwest) d'Alfred Hitchcock - (paper d'Eve Kendall)
- 1960: Exodus d'Otto Preminger - (paper de Kitty Fremon)
- 1962: All Fall Down de John Frankenheimer - (paper d'Eco O'Brien)
- 1965: Hours de George Seaton - (paper d'Anna Hedler)
- 1965: Castells a la sorra (The Sandpiper) de Vincente Minnelli - (paper de Claire Hewitt)
- 1966: Que vénen els russos! (The Russians Are Coming) de Norman Jewison - (paper d'Elspeth Whittaker)
- 1966: Grand Prix de John Frankenheimer - (paper de Louise)
- 1969: La nit dels gegants - (paper de Sarah Carver)
- 1970: Loving d'Irvin Kershner - (paper de Selma Wilson)
- 1972: Anul·leu la meva reserva (Cancel My Reservation) de Paul Bogart - (paper de Sheila Bartlett)
- 1986: Res en comú (Nothing in Common) de Garry Marshall - (paper de Lorraine Basner)
- 1996: Mariette In Ecstasy de John Bailey - (paper de Mare Saint-Raphael)
- 1997: És hora de dir-se adeu? (Time to Say Goodbye?) de David Hugh - (paper de Jones Ruth Klooster)
- 2000: El somni d'Àfrica (I dreamed of Africa) de Hugh Hudson - (paper de Franca)
- 2005: El meu millor amic (Because of Winn-Dixie) de Wayne Wang - (paper de Miss Franny Block)
- 2005: Don't Come Knocking de Wim Wenders - - (paper de la mare de Howard)
- 2006: Superman Returns de Bryan Singer - (paper de Martha Kent)
- 2014: Conte d'hivern (Winter's Tale) d'Akiva Goldsman - (paper de Willa)
- 2019: Mariette in Ecstasi de John Bailey - (paper de la mare Saint-Raphael)

### Televisió
- 1976: How the West Was Won - sèrie
- 1981: Splendor in the Grass (remake de La febre a la sang de Kazan) de Richard Sarafian
- 1998: Frasier, Temporada 6, episodi 12 Joanna Doyle
- Telefilm Our Town de Delbert Mann, amb Frank Sinatra i Paul Newman